# Motorische afasie
Een motorische of expressieve afasie of een afasie van Broca is een vorm van afasie waarbij het taalbegrip min of meer intact is, maar waarbij er sprake is van een sterk verminderd vermogen of onvermogen tot het uitdrukken in allerlei vormen, waaronder spreken, schrijven en gebaren maken (inclusief gebarentaal). Dit komt voor bij patiënten met hersenletsel in en rondom het centrum van Broca (gyrus frontalis inferior), bijvoorbeeld door een bloeding of een infarct. Een patiënt spreekt daardoor weinig, langzaam en niet vloeiend. Hij maakt korte zinnen en heeft moeite om op gang te komen met praten. Daarbij verdraait hij woorden en verwisselt hij letters of lettergrepen (zogenaamde literale parafrasieën). Verder heeft hij een voorkeur voor het gebruik van woorden uit de zogenaamde open klasse, zoals zelfstandige naamwoorden en werkwoorden, en gebruikt hij vrijwel geen woorden uit de gesloten klasse, zoals voorzetsels, voornaamwoorden, verbindingswoorden, hulpwerkwoorden en uitgangen van werkwoordstijden—ten minste in het Engels. De patiënt is zich bewust van zijn stoornis, wat hem wanhopig of boos kan maken.
Een motorische afasie komt vaak voor in combinatie met een sensorische afasie; er is dan sprake van een gemengde afasie.

## Agrammatisme
De opvatting dat brocapatiënten voornamelijk een taalproductie probleem hebben dateert van de vorige eeuw. Recente studies (na 1970) laten echter zien dat bij de afasie van Broca ook problemen in het taalbegrip kunnen optreden. Deze hebben vooral maken met het begrijpen van complexe zinnen, zoals: 'de fiets die het meisje vasthoudt is stuk'. Een brocapatiënt zal bij het lezen of horen van een dergelijke zin kunnen zeggen: 'meisje..fiets...stuk'. Hieruit blijkt dat een begrip van de syntaxis (zinsstructuur) verloren is gegaan, en alleen z.g. inhoudswoorden worden begrepen. Een dergelijke stoornis wordt agrammatisme (verlies van grammatica) genoemd.

## Nieuwe visies op rol van gebied van Broca
Recente studies hebben vraagtekens gezet bij de traditionele opvatting dat de afasie van Broca bestaat uit een samenhangend geheel van symptomen. Ook is het onduidelijk wat de functie is van het centrum van Broca zelf. Mogelijk zijn ook andere gebieden in de hersenen die buiten het klassieke centrum van Broca (dat wil zeggen de areae 44 en 45 van Brodmann) liggen (zoals onder andere de linker area 46 van Brodmann) betrokken bij spraakproductieproblemen. Het laatste zou erop kunnen wijzen dat spraakproductiestoornissen samenhangen met aantasting van het werkgeheugen, en dus niet per se hoeven te wijzen op een specifiek taalprobleem. Ook problemen met het begrijpen van zinsstructuur die optreden bij laesies van het centrum van Broca zouden kunnen wijzen op een rol van het werkgeheugen.